# نوک‌قیفی کلاه‌دار
نوک‌قیفی کلاه‌دار (نام علمی: Conirostrum albifrons) نام یک گونه از سرده نوک‌قیفی است.